# Kirkistown
Kirkistown es una localidad situada en el distrito de Ards y Down Norte de Irlanda del Norte (Reino Unido), con una población en 2011 de 96 habitantes.
Se encuentra ubicada al este de Irlanda del Norte, a poca distancia de la costa del mar de Irlanda (océano Atlántico), al este de Belfast —la capital de Irlanda del Norte—, y de la península de Ards.